# Laurent Gaudé
Laurent Gaudé (1972 París) dramaturg i escriptor francès. Premi Goncourt 2004.

## Biografia
Va néixer a París el 6 de juliol de 1972. S'ha format en lletres modernes (Sorbona) i estudis teatrals a París.
El 1997 va publicar la seva primera peça teatral "Onysos le furieux", que va ser representada per primer cop l'any 2000 a Strasbourg (Teatre Nacional) amb la posada en escena de Yannis Kokkos, i el 2001 la primera novel·la "Cris".
El 2002 va guanyar el Premi Goncourt des Lycéens, amb la novel·la "La mort du roi Tsongor". i el 2004 el Goncourt per "Le Soleil des Scorta", novel·la traduïda en 40 països. i que abans de rebre el premi ja havia venut 80000 exemplars.
A part de la seva activitat com a autor també publica articles en les revistes "Les Temps Modernes" i "Alternatives théâtrales".
Com a curiositat, a França el 2015 les proves de llengua francesa del batxillerat van incloure un comentari de text de l'obra de Gaudé, "Le Tigre bleu de l'Euphrate".

## Obres

### Novel·la[2]
- Cris (2001)

- La mort du roi Tsongor (2002)
- Le soleil des Scorta (2004)

- Eldorado (2006)

- La porte des enfers (2009)

- Ouragan (2010)

- Pour seul cortège (2012)

- Danser les ombres (2015)
- Écoutez nos défaites (2016)
- Salina, les trois exils (2018)

### Teatre[2]
- Onysos le furieux (1997)

- Pluie de cendres (1998)

- Combats de possédés (1999)

- Cendres sur les mains (2001)

- Le tigre bleu de l'Euphrate (2002)

- Salina (2003)

- Médée Kali (2003)

- Les sacrifiées (2004)

- Sofia Douleur (2008)

- Sodome ma douce (2010)

- Mille Orphelins (2011)

- Les enfants Fleuves (2011)
- Caillasses (2012)

- Daral Shaga (2014)

- Maudits les Innocents (2014)
- Danse, Morob (2016)
- Et les colosses tomberont (2018)

## Premis
- 2002: Premi Goncourt des Lycéens
- 2004: Premi Goncourt i Premi Jean Giono
- 2019: Premi del Llibre Europeu